# Artoria linnaei
Artoria linnaei là một loài nhện trong họ Lycosidae.
Loài này thuộc chi Artoria. Artoria linnaei được Volker W. Framenau miêu tả năm 2008.